# Кашина Каређо (Лоди)
Кашина Каређо је насеље у Италији у округу Лоди, региону Ломбардија.
Према процени из 2011. у насељу је живело 29 становника. Насеље се налази на надморској висини од 63 м.